# مرتضی کیوان
مرتضی کیوان (۱۳۰۰ در اصفهان − ۲۷ مهر ۱۳۳۳ در تهران) شاعر، منتقد هنری، روزنامه‌نگار و فعّال سیاسی عضو حزب تودهٔ ایران بود. مرتضی کیوان در روزهای پس از کودتای ۲۸ مرداد، در حالی که سه تن از نظامیان فراری سازمان نظامی حزب توده را در خانهٔ خود پنهان کرده‌بود، دستگیر و به جرم «خیانت»، در ۲۷ مهر ۱۳۳۳، در زندان قصر تیرباران شد.

## زندگی

برخی از بنیان‌گذاران انجمن ادبی شمع سوخته. از راست به چپ: هوشنگ ابتهاج، سیاوش کسرایی، نیما یوشیج، احمد شاملو و مرتضی کیوان.

مرتضی کیوان در سال ۱۳۰۰ خورشیدی در اصفهان به دنیا آمد. کیوان اولین ویراستار ایرانی و پایه‌گذار انجمن ادبی شمع سوخته بوده است. او همچنین کارمند و بعدها در دوران وزارت دکتر فاطمی، معاون وزیر در وزارت راه دولت مصدق بود.
کیوان به ادبیات روسیه تسلط کامل داشت و نوشتارهای بسیاری دربارهٔ آن نوشت. مدیریت داخلی مجلهٔ بانو، دبیری مجلهٔ جهان نو، و عضویت در هیئت تحریریهٔ مجلهٔ کبوتر صلح در دههٔ ۱۳۲۰ و آغاز دههٔ ۱۳۳۰ از عمدهٔ مسئولیت‌های فرهنگی و روزنامه‌نگاری او بود.
مرتضی کیوان از سال ۱۳۲۴ به عضویت حزب توده درآمد و در کنار فعّالیت سیاسی در این حزب، سردبیری مجلات و روزنامه‌های مختلفی را نیز بر عهده داشت. او، با تسلط و چیرگی قابل‌تحسینی که بر ادبیات مدرن چپ دنیا داشت، به‌درستی حلقهٔ اتصال بسیاری از شاعران و نویسندگانی نظیر احمد شاملو، سیاوش کسرایی، مصطفی فرزانه، هوشنگ ابتهاج (سایه)، نجف دریابندری، و بسیاری دیگر بوده است. نیما، شاملو، سیاوش کسرایی، ابتهاج، و احسان طبری در سوگ او شعرهایی سروده‌اند.

## دستگیری و اعدام
بعد از کودتای ۲۸ مرداد در روز ۳ شهریور ۱۳۳۳ مرتضی کیوان به همراه چند افسر فراری ارتش که به خانهٔ وی پناهنده شده بودند توسط کودتاچیان دستگیر شد. وی در هنگام بازداشت دوران سربازی خود را در نیروی دریایی شاهنشاهی می‌گذراند. مرتضی کیوان در سحرگاه روز سه‌شنبه ۲۷ مهر ۱۳۳۳ تیرباران شد. مرتضی تنها غیرنظامی گروهِ موسوم به سیامک بود که اعدام شد.

مرتضی کیوان در زندان

## زندگی شخصی
در سال ۱۳۰۰ در اصفهان به دنیا آمد تحصیلات خودرا در کالج استیوارت (انگلیسها) که بعداً دبیرستان ادب نامیده شد به اتمام رساند. در ۲۷ خرداد سال ۱۳۲۳ و در 23سالگی با پوران سلطانی که زادهٔ همدان است ازدواج کرد.

## از نگاه دیگران
هوشنگ ابتهاج در وصف او سروده: «من در تمام این شب یلدا/ دست امید خسته خود را/ در دست‌های روشن او می‌گذاشتم/کیوان ستاره بود/ با نور زندگی کرد/ با نور درگذشت.»
احمد شاملو آن سال را چنین توصیف می‌کند: «سال بد/ سال باد/ سال اشک/ سال شک/ سال روزهای دراز و استقامت‌های کم/ سالی که غرور گدایی کرد/ سال پست/ سال درد/ سال عزا/ سال اشک پوری/ سال خون مرتضا.»
به‌گفتهٔ دختر سیاوش کسرائی، پدرش علاقهٔ زیادی به مرتضی کیوان داشت و هرگاه اسم مرتضی کیوان می‌آمد، اشک در چشم پدرش (سیاوش کسرایی) جمع می‌شد. شاهرخ مسکوب می‌گوید در زندان دو چیز او را زنده نگه داشت، یکی مادرش و دیگری یاد دوستش مرتضی کیوان، که در مهرماه همان سال تیرباران شده بود.

## کتابِ مرتضی کیوان
در سال ۱۳۸۲ کتابی با نام کتابِ مرتضی کیوان به‌کوشش شاهرخ مسکوب توسط نشر کتاب نادر منتشر شد. مسکوب در مقدمه می‌نویسد: «در سال‌های اخیر به دلایلی که «در مقام دوستی» آورده‌ام، همیشه آرزو داشتم کتابی دربارهٔ آنچه از مرتضی کیوان بازمانده، فراهم آورم تا آن دوستداران حقیقت که از وی جز نامی نشنیده‌اند، بتوانند از جان باصفای او چیزی دریابند.» … کتابِ مرتضی کیوان نموداری از سرگذشت عاطفی، فرهنگی و سیاسی یکی از مبارزان، با حقیقتِ عدالت اجتماعی است، انتقامِ ناتمامِ تجربهٔ یک زندگی کوتاه امّا با صداقتی پُرشور. باشد که به کاری آید.
کتابِ مرتضی کیوان شامل نوشته‌ها و سروده‌ها به قلم پوراندُخت سلطانی، محمدعلی اسلامی نُدوشن، ایرج افشار، احمد جزایری، نجف دریابندری، سیاوش کسرایی، محمدجعفر محجوب، شاهرخ مسکوب، هوشنگ ابتهاج، احمد شاملو، احسان طبری، فضل‌الله گَـرَکانی، محمود مشرف‌آزاد تهرانی، نادر نادرپور و نیما یوشیج است. بخش‌های دیگر کتاب شامل نامه‌ها و نقدهای ادبی مرتضی کیوان است. این کتاب پس از شانزده سال توسط انتشارات فرهنگ جاوید تجدید چاپ شد.

## نگارخانه

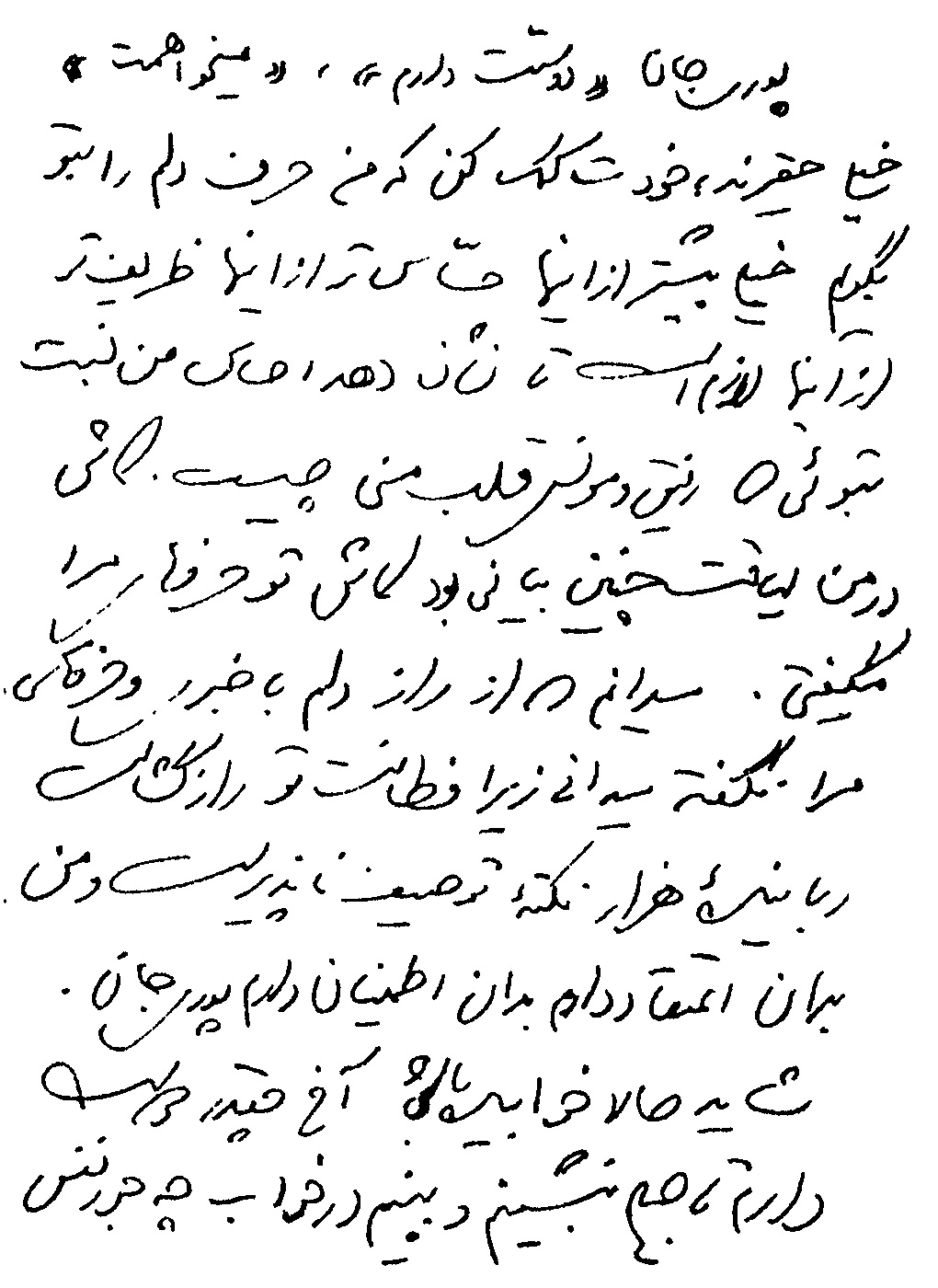
واپسین نامهٔ مرتضی کیوان بخش نخست
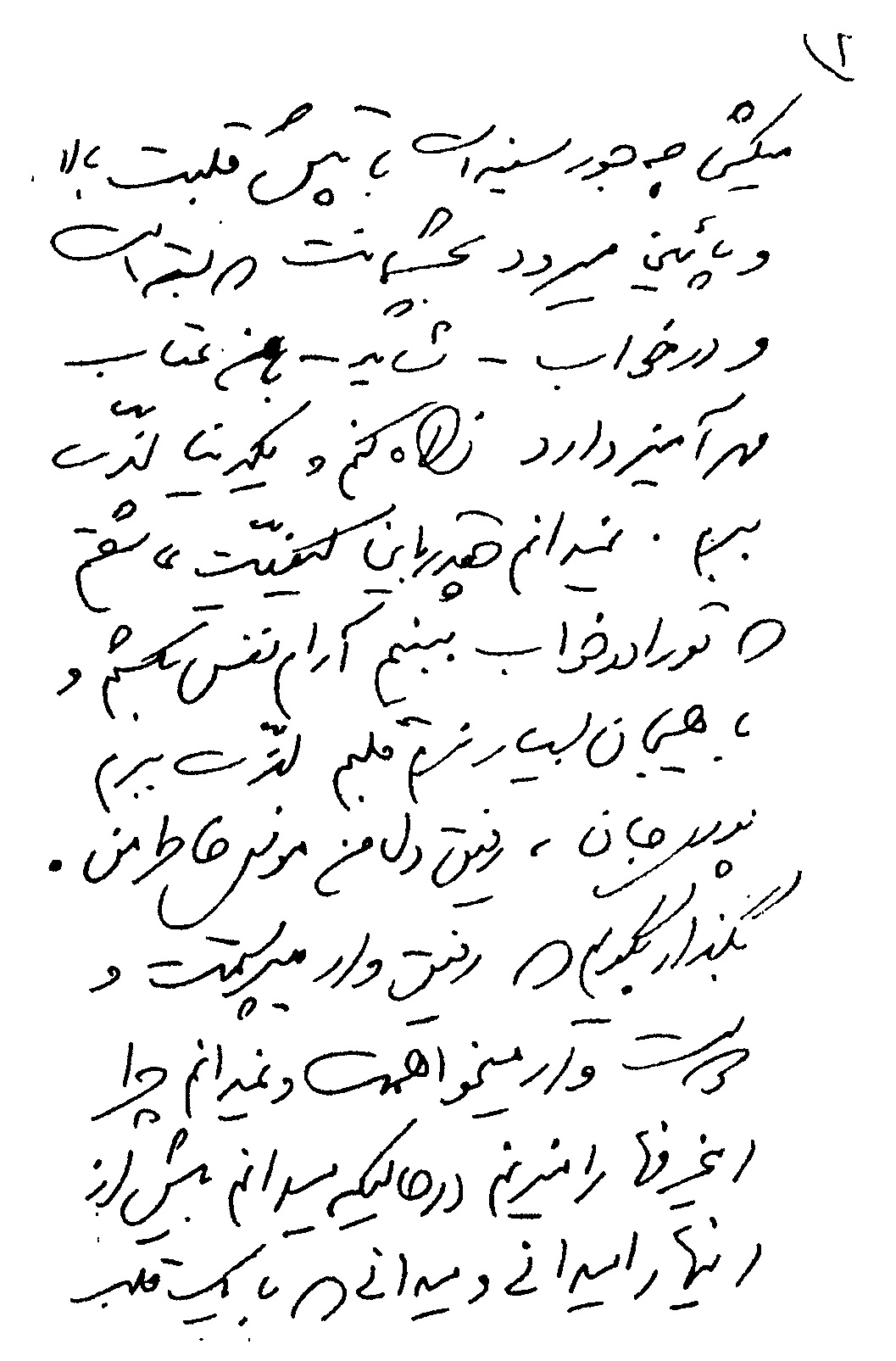
واپسین نامهٔ مرتضی کیوان بخش دوم

## جستار‌های وابسته
- بانگ نی